# Sachleistungsunternehmen
Sachleistungsunternehmen (oder Sachleistungsbetriebe) sind Unternehmen des Primär- und Sekundärsektors und eine Betriebsform, bei der Güter hergestellt oder weiterverarbeitet werden. Pendant sind die Dienstleistungsunternehmen. 

## Allgemeines
Der in der Betriebswirtschafts- und Volkswirtschaftslehre verwendete Begriff des Sachleistungsunternehmens betrifft die dem Betriebszweck entsprechende Leistungsart, die insbesondere in Industrie-, Weiterverarbeitungs- und Handwerksunternehmen vorkommt.

## Einteilung
Nach der Art der Leistung wird generell unterschieden:
| Sachleistungsunternehmen | Rohstoffgewinnungsbetriebe, Energiewirtschaft, verarbeitendes Gewerbe, Bauwirtschaft, Handwerk             |
| Dienstleistungsbetriebe  | Handelsbetriebe, Kreditinstitute, Verkehrsbetriebe, Versicherungsbetriebe sonstige Dienstleistungsbetriebe |

Die Sachleistungsunternehmen gehören entweder dem Primärsektor (Bergbau, Landwirtschaft, Forstwirtschaft oder Fischerei) oder als Veredlungs- oder Verarbeitungsbetriebe dem Sekundärsektor an.
Der historische Begriff Fabrik ist eine Betriebsform der Industrie, die durch eine stark mechanisierte und automatisierte Produktion gekennzeichnet ist. Für die nach Wirtschaftszweigen eingeteilten Betriebe gibt es häufig spezielle Betriebslehren (unter anderem in der Industrie: Industriebetriebslehre, im Handel: Handelsbetriebslehre).

## Typisierung
Bei Sachleistungsunternehmen wird nach Fertigungsstufe zwischen Gewinnungsunternehmen, Veredelungs- oder Aufbereitungsunternehmen sowie Verarbeitungsunternehmen unterschieden. Gewinnungsunternehmen sind Unternehmen, die sogenannte Urprodukte hervorbringen. Dazu zählen beispielsweise Bergwerke oder Unternehmen der Landwirtschaft. Veredelungs- oder Aufbereitungsunternehmen des Sekundärsektors produzieren aus den gewonnenen Urprodukten schließlich Zwischenprodukte, die wiederum von Verarbeitungsunternehmen (ebenfalls Sekundärsektor) zu Endprodukten verarbeitet werden.
Je nach Fertigungsstufen können die Sachleistungsunternehmen und ihre Produkte wie folgt eingeteilt werden:
| Betriebsform                         | Fertigungsstufe        | Produktstatus                          | Beispiel       |
| ------------------------------------ | ---------------------- | -------------------------------------- | -------------- |
| Urproduktion (Gewinnungsunternehmen) | erste Fertigungsstufe  | Urprodukte: Grundstoffe, Naturprodukte | Eisenerz       |
| Aufbereitungsunternehmen             | zweite Fertigungsstufe | Zwischenprodukte                       | Stahl          |
| Verarbeitungsunternehmen             | dritte Fertigungsstufe | Endprodukte                            | Kraftfahrzeuge |

In der ersten Fertigungsstufe wird Eisenerz im Bergbau gewonnen, in der zweiten Stufe zu Stahl weiterverarbeitet und in der dritten Fertigungsstufe für die Produktion von Kraftfahrzeugen verwendet.

## Wirtschaftliche Aspekte
Die von Sachleistungsunternehmen hergestellten Produkte heißen Sachgüter (Vorprodukte, Halbfertigprodukte, Halbzeuge, Zwischenprodukte, Endprodukte, Fertigerzeugnisse) und sind als Investitions- oder Konsumgüter lagerfähig, so dass eine zu einem bestimmten Zeitpunkt auftauchende, unerwartet große Nachfrage aus dem Lagerbestand befriedigt werden kann, ohne dass in der Produktion eine Erhöhung des Arbeitstempos oder eine Verlängerung der Arbeitszeit (Mehrarbeit) erforderlich werden. Deshalb ist die Lieferbereitschaft eher gegeben als in Dienstleistungsunternehmen.